# Nucli històric de Ripoll
El Nucli històric de Ripoll és un conjunt de Ripoll inclòs en l'Inventari del Patrimoni Arquitectònic de Catalunya.

## Descripció
El nucli antic de la població comprèn els espais urbans que van originar-se en el període medieval i durant l'època moderna. El principal àmbit és la vila, compresa entre els rius Ter i Freser; un dels trets d'ordenació urbana d'aquest àmbit és que va créixer a l'interior de les muralles erigides en diversos períodes històrics, i que van ser aterrades majoritàriament durant la primera guerra carlina. Aquest episodi bèl·lic comportà l'aterrament de la majoria d'habitatges i d'infraestructures de Ripoll; aquest fet explica per què la majoria d'immobles del conjunt històric van erigir-se durant la segona meitat del segle xix. L'altre àmbit inclòs en el conjunt és el dels ravals de l'Hospital, Sant Pere, i Barcelona, sorgits respectivament en els camins rals que duien a Olot, a Campdevànol i a Barcelona. L'elevada densitat d'immobles a l'interior de les muralles feu que el nucli s'expandís fora el clos, que en alguns casos volia dir expandir-se a l'altra banda dels rius.